# Seznam ameriških Slovencev
Seznam ameriških Slovencev zajema pomembne ameriške Slovence. 

## Seznam
- Louis Adamič - pisatelj
- Mike Adamle - igralec ameriškega nogometa - Northwestern Wildcats and NFL - pravtako radijski in televizijski športni poročevalec in napovedovalec na rokoborbah WWE
- Tony Adamle - zvezda ameriškega nogometa - Ohio State Buckeyes in Cleveland Browns (član ekip NFL prvenstva leta 1950 in 1954)
- Friderik Irenej Baraga - škof, misijonar, kandidat za blaženca
- John Blatnik - Kongresnik Predstavniške hiše Združenih držav Amerike
- Frank Brimsek - hokejist
- Randy Bresnik, astronavt, pilot
- Ferdinand J. Chesarek - general
- Joe Cimperman -  Clevelandski svetnik in kandidat za Predstavniško hišo Združenih držav Amerike leta 2008
- Ami Dolenz - igralka
- Micky Dolenz - glasbenik (bobnar in pevec skupine The Monkees)
- Joseph Drašler - novinar in publicist
- Joseph Durn - društveni in kulturni delavec
- Denis Eckart - javni in politični delavec, član kongresa ZDA
- Peter Elish - predsednik Slovenske narodne podporne jednote, politik in časnikar
- Bob Golic - zvezda ameriškega nogometa (Notre Dame Fighting Irish in NFL - Cleveland Browns, poleg drugih moštev), tudi igralecr Saved by the Bell: The College Years
- Mike Golic - zvezda ameriškega nogometa (Notre Dame Fighting Irish in NFL - Philadelphia Eagles, poleg drugih moštev), tudi ESPN radijska osebnost in eden od dveh gostiteljev oddaje Mike and Mike in the Morning
- Frank Gorenc - general
- Stanley Gorenc - general
- Randy Gradishar - zvezda ameriškega nogometa (Ohio State Buckeyes in Denver Broncos)
- Jože Grdina - pisatelj
- Tom Harkin - senator Združenih držav Amerike
- Eric Heiden - olimpijski hitrostni deskar, dobitnik 5-ih olimpijskih medalj na Zimskih olimpijskih igrah 1980 v Lake Placidu
- Martin Hozjan - podjetnik
- Ivan Jontez - pisatelj
- Wally Judnich - bejzbolski igralec
- Joe Kenda - detektiv, TV dokumentarist
- Amy Klobuchar - senatorka Združenih držav Amerike
- Jim Klobuchar - pisatelj in novinar
- Raymond P. Kogovsek - kongresnik
- Jurij (George) Kraigher, pilot
- Joe Kuhel - bejzbolski igralec in menedžer
- Charles Kuralt - novinar
- Frank Lausche - senator Združenih držav Amerike in guverner Ohia
- John Stephan Lekson - general
- Jerry Michael Linenger - astronavt
- Anton Mavretič - NASA
- Joey Miskulin - glasbenik, dobitnik nagrade Grammy, producent
- Ignatius Mrak - škof
- Ken Novak - igralec ameriškega nogometa
- James Oberstar - kongresnik
- Milan Pecharich (Pečarič) - podjetnik
- Dušan Petrač - NASA
- F. William Petrovic - admiral
- Warren Joseph Pezdirtz - general
- Francis Xavier Pierz - škof
- Ana Praček - Krasna . pisateljica
- August Pust, upokojeni funkcionar vlade Ohia
- Janez Repar - NASA
- Jerome Edward Rupnik - admiral
- Philip Ruppe - kongresnik
- Ronald Sega - astronavt
- Anton Stander (Prestopec) - zlatokop, poslovnež
- Joe Sutter - oče Boeinga 747
- Josephine Tratnik - društvena delavka
- Andrea True - pop pevka, igralka
- Melania Trump - manekenka in žena Donalda Trumpa
- Ritchie Vadnal - glasbenik
- George Voinovich  - župan Clevelanda, senator Združenih držav Amerike in guverner Ohia
- Peter Vidmar - telovadec, kapetan ameriškega moštva in dobitnik dveh zlatih in ene srebrne olimpijske medalje na Poletnih olimpijskih igrah 1984 v Los Angeledu, bil je najvišje ocenjeni telovadec v zgodovini ZDA (povprečna ocena 9.89)
- Sunita Williams - astronavtka
- Frankie Yankovic - glasbenik, znan kot »ameriški kralj polke«
- Alfred Matthew »Weird Al« Yankovic - glasbenik in satirik
- Josephine Zakrajšek - društvena in politična delavka
- Fritzie Zivic - boksar
- Ronald Zlatoper - admiral
- Trajan Langdon - košarkar
- Matt Hoyer - glasbenik, znan kot »pradedek Clevelandskega stila polke«